# مرتضی کتیرائی
مرتضی کتیرائی (زاده ۱۳۱۰ ملایر - درگذشته۱۳۹۵، تهران) سیاست‌مدار ایرانی است، که در دوره نخست و دوره سوم مجلس شورای اسلامی به‌عنوان نماینده حوزهٔ انتخابیهٔ ملایر، و تهران در مجلس شورای اسلامی حضور داشت.
او پس از پایان دوره نمایندگی مدتی در سمت معاون مؤسسه تنظیم و نشر امام خمینی فعالیت کرد.